# 埃爾恩坎托
埃爾恩坎托是哥倫比亞的城鎮，位於該國南部，由亞馬孫省負責管轄，距離首府萊蒂西亞408公里，面積12,686平方公里，海拔高度140米，2005年人口4,376。

## 外部連結
（西班牙文） El Encanto official website（页面存档备份，存于）